# George Ferguson Bowen

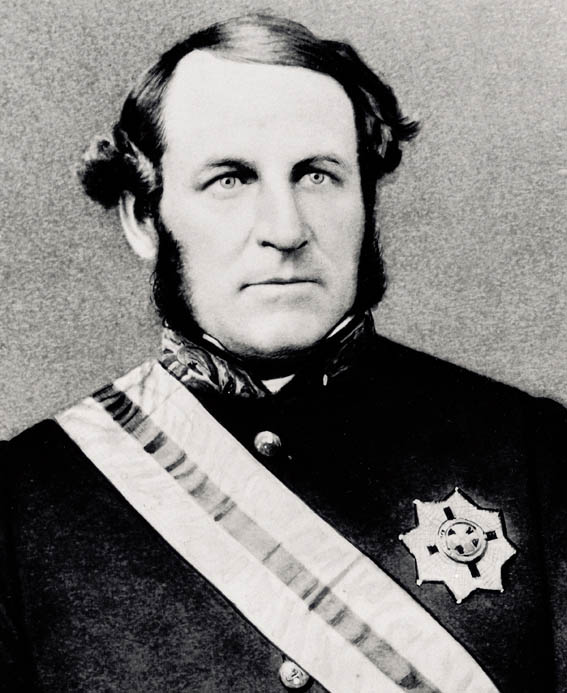

George Ferguson Bowen, född 2 november 1821 i Donegal, död 21 februari 1899 i Brighton, var en brittisk kolonialämbetsman.
Han blev efter akademiska studier i Oxford 1847 föreståndare för en högskola på Korfu, verkade där till 1851 och utgav under denna tid Ithaca in 1850 (1850, 3:e uppl. 1854), där han sökte visa, att Korfu var Odysseus ö.
1849 företog Bowen en resa i Ungern samt förde bud från de flyktande insurgenterna i Viddin till brittiske ambassadören i Konstantinopel, varigenom de räddades från att bli utlämnade av turkiska regeringen. Bowen blev 1854 förste sekreterare vid Joniska öarnas regering och verkade som sådan, dock förgäves, för att England skulle behålla det strategiskt viktiga Korfu.
1859 sändes han till Queensland som denna från Nya Sydwales lösgjorda kolonis förste guvernör. Bowen uppmuntrade under sin guvernörstid ivrigt forskningsfärder i landet och upprättade 1860 en beriden skyddstrupp ("Queensland mounted rifles") till koloniens försvar och ordningens upprätthållande.
1867 förflyttades han till Nya Zeeland som sir George Greys efterträdare och övertog i februari 1868 den under pågående maorikrig ytterligt svåra guvernörsbefattningen. Sedan kriget bragts till slut (1870), sökte Bowen genom försonliga åtgärder, bl. a. återgivande av konfiskerat land, mildra förbittringen bland maorierna.
1872 förflyttades Bowen som guvernör till Victoria, 1879 till Mauritius och 1882 till Hongkong, På sistnämnda plats visade han under det fransk-kinesiska kriget mycken takt.
Bowen återgick 1887 till privatlivet, sedan han samma år som ledare för en till Malta utsänd kommission tagit verksam del i utarbetandet av en författning för denna ö.
Bowen utgav 1886 den politiska essayen The federation of the British empire (2:a uppl. 1889). Ett urval av hans brev och depescher har utgivits av St. Lane-Poole
(Thirty years of colonial government, 1889).